# Румија
Румија је планина у Црногорском приморју, између Скадарског језера и Барског поља. Грађена је од палеозојских и мезозојских наслага.
На Румији постоје многи врхови, од којих је највиши висок 1593 m. Од планине Суторман на северозападу дели је превој Суторман (844 m), којим пролази пут Бар — Вирпазар. По средини гребена је дубоки превој Бијела Скала (903 м) преко којег води пут од Бара за Горње Шестане.
Североисточна страна Румије је оскудна водом, док на југозападу им више извора и три речице: Жељезница, Бунар и Међурјеч.
Некада је Румија била под густом шумом, а данас се само понегде виде делови листопадних и борових шума. На њој су пространи пашњаци. На падинама Румије има мањих насеља.
Румија је планина великога верскога значаја, посебно због светога Јована Владимира, чији крст се по древној традицији сваке године на Тројичин дан износи пред литијом на врх планине Румије. На Румији је 31. јула 2005. СПЦ поставила металну цркву, за коју су онда црногорске власти тражиле да се уклони. По легенди српска краљица Јелена Анжујска је саградила цркву на Румији и по Румелији се назвала планина, јер је Србија због православља називана и Румелијом. У подножју Румије је и новоизграђени манастир Микулићи.

## Галерија
- Поглед на северну страну Румије из правца Подгорице
- Поглед на јужну страну Румије из центра Бара. На врху се види капела Свете Тројице